# 谷胱甘肽S-转移酶
谷胱甘肽S-轉移酶，先前称为配体素（Ligandins），该家族由许多胞质溶胶、线粒体与微粒体（现被称为MAPEG家族）蛋白质组成。谷胱甘肽S-轉移酶存在于真核细胞与原核细胞中，参与催化多种反应并接受内源与外源性物质。